# Aivusjärvi
Aivusjärvi är en sjö i kommunen Ikalis i landskapet Birkaland i Finland. Arean är 40 hektar och strandlinjen är 5,13 kilometer lång. Sjön  ingår i Kumo älvs huvudavrinningsområde.   Den ligger omkring 38 kilometer norr om Tammerfors och omkring 200 kilometer norr om Helsingfors. 
Aivusjärvi ligger söder om Vuorijärvi. 